# Mentewab
Mentewab (Ge'ez : ምንትዋብ;; Qwara, 1706 circa – Gondar, 27 giugno 1773) è stata la consorte dell'imperatore Bakàffà.
Era anche conosciuta ufficialmente con il nome di battesimo di Walatta Giyorgis (Ge'ez: ወለተ ጊዮርጊስ). Mentewab fu la figura politica più importante durante i regni di suo figlio, l'imperatore Iyasu II, e del nipote Iyoas I. L'imperatrice Mentewab era conosciuta anche con il titolo onorifico di Berhan Mogassa (Ge'ez: ብርሃን ሞገሳ), come complemento del titolo onorifico di suo figlio Iyasu II, che era Berhan Seged.

## Biografia

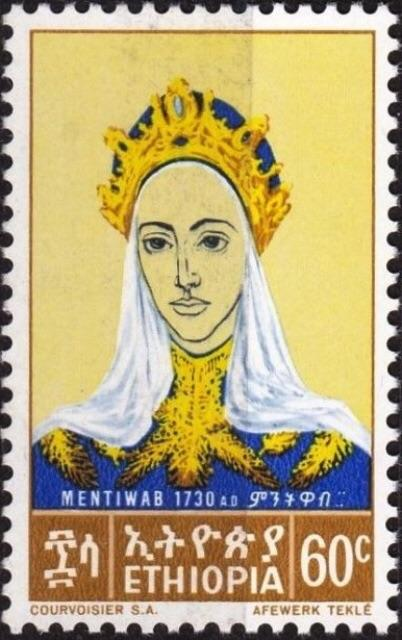
Francobollo che commemora Mentewab, con illustrazione di Afewerk Tekle

Mentewab nacque nella provincia di Qwara. Era figlia del degiasmacc Manbare di Dembiya e di sua moglie, la uoizerò Yenkoy. Mentewab sposò l'imperatore Bakàffà a Qwara il 6 settembre 1722, diventando la sua seconda moglie (la prima moglie era misteriosamente morta il giorno in cui fu incoronata, subito dopo il banchetto dell'incoronazione).
Dopo la morte di suo marito nel 1730, l'imperatrice Mentewab iniziò una relazione sentimentale con il nipote del suo defunto marito. L'amante, molto più giovane dell'imperatrice, veniva soprannominato in modo derisorio "Melmal Iyasu" (Iyasu il mantenuto) dai membri della corte. Melmal Iyasu da parte sua era il nipote paterno dell'imperatore Fāsiladas da parte di padre e il figlio dell'imperatore Iyasu (Adyam Seged) da parte di madre, rendendolo un principe salomonico al massimo grado. Mentewab ebbe tre figlie da "Melmal Iyasu": Altash, Walata Israel e la famosa uoizerò Aster Iyasu che sposò il potente signore della guerra tigreano ras Micael Sehul.

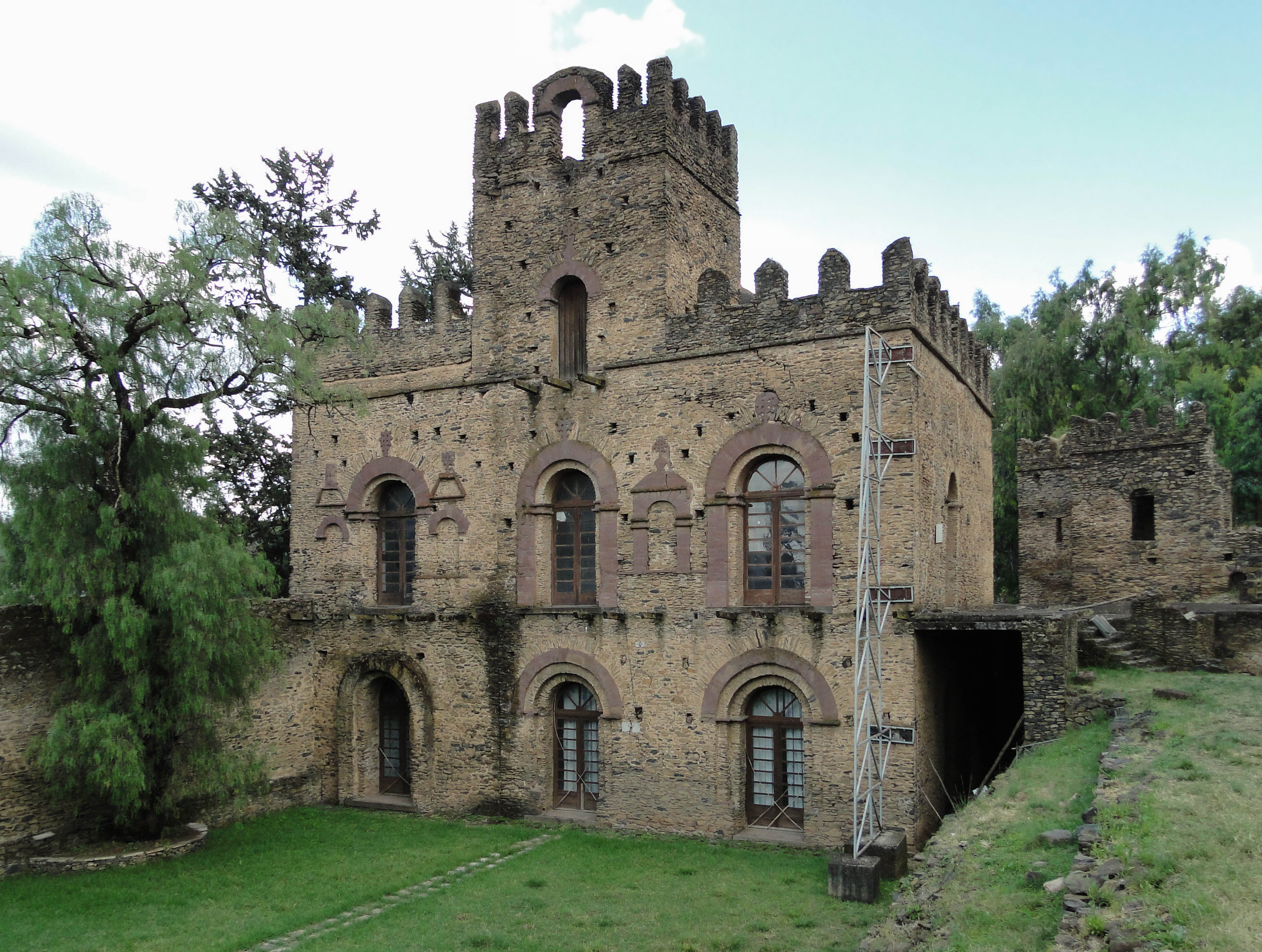
Fasil Ghebbi, il castello di Mentewab, a Gondar

L'imperatrice Mentewab costruì diverse strutture significative a Gondar, incluso il suo castello nel Recinto Reale (Fasil Ghebbi), oltre a una grande sala per banchetti. La più significativa architettura è una chiesa dedicata alla Vergine Maria a Qusquam (dal nome di un sito in Egitto dove la Sacra Famiglia aveva soggiornato durante il suo esilio) nelle montagne fuori Gondar. L'imperatrice Mentewab costruì anche un palazzo adiacente alla chiesa, che divenne la sua residenza preferita.
L'imperatrice Mentewab fu incoronata cogovernante dopo la successione di suo figlio Iyasu II nel 1730 e durante il suo regno detenne un potere senza precedenti sul governo. Discendeva a pieno titolo da imperatori che regnarono due secoli prima. Tentò di continuare a regnare dopo la prematura morte di suo figlio nel 1755, il che la portò in conflitto con Wubit (Welete Bersabe), la vedova di Iyasu, che riteneva  fosse il proprio turno di presiedere la corte di suo figlio Iyoas. Il conflitto tra queste due regine portò Mentewab a convocare i suoi parenti Qwaran e le loro forze a Gondar per ricevere sostegno. Wubit rispose convocando i suoi parenti Oromo e le loro considerevoli forze. Mentewab convocò il potente Micael Sehul (che sarebbe diventato suo genero) per mediare la disputa ed evitare un bagno di sangue. Al suo arrivo a Gondar, lo nominò ras. Mentewab aveva sperato che Micael Sehul prendesse le sue difese, tuttavia ras Micael prese il potere per se stesso e alla fine nel 1769 organizzò l'omicidio per strangolamento dell'imperatore Iyoas I, dopodiché sposò la zia della sua vittima.
L'imperatrice Mentewab rimase sconvolta dall'omicidio del nipote. Si ritirò a Qusquam e lì seppellì suo nipote accanto a suo figlio, rifiutandosi di tornare nella città di Gondar. Visse lì isolata suo palazzo fino alla propria morte nel 1773.

## Famiglia
I figli dell'imperatore Bakàffà:
- Abeto Agaldem Iyasu, successe come Iyasu II
- Uoizerò Walatta Takla Haymanot, che sposò nel 1730 ras Ilyas

I figli di fitaurari Iyasu Milmal:
- Uoizerò Walatta Israel, sposò (in prime nozze) degiasmacc Yosadiq Wolde Habib (morto il 28 luglio 1759), che fu governatore di Gojjam, figlio di degiasmacc Wolde Habib bin Ibido, che fu governatore di Gojjam; sposò (in seconde nozze) ras Goshu Wodago, che fu governatore di Amhara e viceré dell'Impero, figlio di ras Wodago, che fu governatore di Amhara, Walaqa, Begameder e Gojjam, da sua moglie, uoizerò Surantiya, di Ambassel, discendente di Abeto Yitbarek, figlio dell'imperatore Na'od e fratello dell'imperatore Lebna Denghèl.
- Uoizerò Aster, che sposò (in prime nozze) c. 1755, degiasmacc Natcho (m. prima del 1760), di Chirkin, dal quale ebbe un figlio; si risposò (in seconde nozze) nel 1760, con ras Ya Mariam Bariaw (ucciso prima del 9 dicembre 1769), viceré dell'Impero e governatore di Lasta e Begameder 1764-1768, figlio di degiasmacc Ayo, che fu governatore di Beghemeder; sposò infine (in terze nozze) nel 1769, ras Micael Sehul Hezqiyas, che fu viceré dell'Impero.
- Uoizerò Altash (Eleni), sposò il 2 settembre 1755 Wolde Hayawrat (morto il 22 maggio 1760 a Tigrè), figlio di ras Micael Sehul Hezqiyas.

|                                           |                                           |                                           |                                           |                                           |                                           | Imperatore Menas  | Imperatore Menas  | Imperatore Menas     | Imperatore Menas     | Imperatore Menas     | Imperatore Menas     |                      |                      | Itege Admas Mogassa           | Itege Admas Mogassa           | Itege Admas Mogassa           | Itege Admas Mogassa           | Itege Admas Mogassa           | Itege Admas Mogassa           |                     |                     |                          |                          |                          |                          |                                       |                                       |                                       |                                       |                                       |                                       |                        |                        |   |   |   |   |   |   |  |  |  |  |
|                                           |                                           |                                           |                                           |                                           |                                           | Imperatore Menas  | Imperatore Menas  | Imperatore Menas     | Imperatore Menas     | Imperatore Menas     | Imperatore Menas     |                      |                      | Itege Admas Mogassa           | Itege Admas Mogassa           | Itege Admas Mogassa           | Itege Admas Mogassa           | Itege Admas Mogassa           | Itege Admas Mogassa           |                     |                     |                          |                          |                          |                          |                                       |                                       |                                       |                                       |                                       |                                       |                        |                        |   |   |   |   |   |   |  |  |  |  |
|                                           |                                           |                                           |                                           |                                           |                                           |                   |                   |                      |                      |                      |                      |                      |                      |                               |                               |                               |                               |                               |                               |                     |                     |                          |                          |                          |                          |                                       |                                       |                                       |                                       |                                       |                                       |                        |                        |   |   |   |   |   |   |  |  |  |  |
|                                           |                                           |                                           |                                           |                                           |                                           |                   |                   |                      |                      |                      |                      |                      |                      |                               |                               |                               |                               |                               |                               |                     |                     |                          |                          |                          |                          |                                       |                                       |                                       |                                       |                                       |                                       |                        |                        |   |   |   |   |   |   |  |  |  |  |
| Abeto Yeshaq, poi Imperatore Sarsa Dengel | Abeto Yeshaq, poi Imperatore Sarsa Dengel | Abeto Yeshaq, poi Imperatore Sarsa Dengel | Abeto Yeshaq, poi Imperatore Sarsa Dengel | Abeto Yeshaq, poi Imperatore Sarsa Dengel | Abeto Yeshaq, poi Imperatore Sarsa Dengel | Abeto Za Hawaryat | Abeto Za Hawaryat | Abeto Za Hawaryat    | Abeto Za Hawaryat    | Abeto Za Hawaryat    | Abeto Za Hawaryat    | Abeto Walda Hawaryat | Abeto Walda Hawaryat | Abeto Walda Hawaryat          | Abeto Walda Hawaryat          | Abeto Walda Hawaryat          | Abeto Walda Hawaryat          | Abeto Fiqtor                  | Abeto Fiqtor                  | Abeto Fiqtor        | Abeto Fiqtor        | Abeto Fiqtor             | Abeto Fiqtor             |                          |                          | Uoizerò Marata Wangel di Bad          | Uoizerò Marata Wangel di Bad          | Uoizerò Marata Wangel di Bad          | Uoizerò Marata Wangel di Bad          | Uoizerò Marata Wangel di Bad          | Uoizerò Marata Wangel di Bad          |                        |                        |   |   |   |   |   |   |  |  |  |  |
| Abeto Yeshaq, poi Imperatore Sarsa Dengel | Abeto Yeshaq, poi Imperatore Sarsa Dengel | Abeto Yeshaq, poi Imperatore Sarsa Dengel | Abeto Yeshaq, poi Imperatore Sarsa Dengel | Abeto Yeshaq, poi Imperatore Sarsa Dengel | Abeto Yeshaq, poi Imperatore Sarsa Dengel | Abeto Za Hawaryat | Abeto Za Hawaryat | Abeto Za Hawaryat    | Abeto Za Hawaryat    | Abeto Za Hawaryat    | Abeto Za Hawaryat    | Abeto Walda Hawaryat | Abeto Walda Hawaryat | Abeto Walda Hawaryat          | Abeto Walda Hawaryat          | Abeto Walda Hawaryat          | Abeto Walda Hawaryat          | Abeto Fiqtor                  | Abeto Fiqtor                  | Abeto Fiqtor        | Abeto Fiqtor        | Abeto Fiqtor             | Abeto Fiqtor             |                          |                          | Uoizerò Marata Wangel di Bad          | Uoizerò Marata Wangel di Bad          | Uoizerò Marata Wangel di Bad          | Uoizerò Marata Wangel di Bad          | Uoizerò Marata Wangel di Bad          | Uoizerò Marata Wangel di Bad          |                        |                        |   |   |   |   |   |   |  |  |  |  |
|                                           |                                           |                                           |                                           |                                           |                                           |                   |                   |                      |                      |                      |                      |                      |                      |                               |                               |                               |                               |                               |                               |                     |                     |                          |                          |                          |                          |                                       |                                       |                                       |                                       |                                       |                                       |                        |                        |   |   |   |   |   |   |  |  |  |  |
|                                           |                                           |                                           |                                           |                                           |                                           |                   |                   |                      |                      |                      |                      | Za Krestos Sarsa     | Za Krestos Sarsa     | Za Krestos Sarsa              | Za Krestos Sarsa              | Za Krestos Sarsa              | Za Krestos Sarsa              |                               |                               | Uoizerò Nassahit    | Uoizerò Nassahit    | Uoizerò Nassahit         | Uoizerò Nassahit         | Uoizerò Nassahit         | Uoizerò Nassahit         | Wagshum Gabra Seyum di Lasta e Semien | Wagshum Gabra Seyum di Lasta e Semien | Wagshum Gabra Seyum di Lasta e Semien | Wagshum Gabra Seyum di Lasta e Semien | Wagshum Gabra Seyum di Lasta e Semien | Wagshum Gabra Seyum di Lasta e Semien |                        |                        | ? | ? | ? | ? | ? | ? |  |  |  |  |
|                                           |                                           |                                           |                                           |                                           |                                           |                   |                   |                      |                      |                      |                      | Za Krestos Sarsa     | Za Krestos Sarsa     | Za Krestos Sarsa              | Za Krestos Sarsa              | Za Krestos Sarsa              | Za Krestos Sarsa              |                               |                               | Uoizerò Nassahit    | Uoizerò Nassahit    | Uoizerò Nassahit         | Uoizerò Nassahit         | Uoizerò Nassahit         | Uoizerò Nassahit         | Wagshum Gabra Seyum di Lasta e Semien | Wagshum Gabra Seyum di Lasta e Semien | Wagshum Gabra Seyum di Lasta e Semien | Wagshum Gabra Seyum di Lasta e Semien | Wagshum Gabra Seyum di Lasta e Semien | Wagshum Gabra Seyum di Lasta e Semien |                        |                        | ? | ? | ? | ? | ? | ? |  |  |  |  |
|                                           |                                           |                                           |                                           |                                           |                                           |                   |                   |                      |                      |                      |                      |                      |                      |                               |                               |                               |                               |                               |                               |                     |                     |                          |                          |                          |                          |                                       |                                       |                                       |                                       |                                       |                                       |                        |                        |   |   |   |   |   |   |  |  |  |  |
|                                           |                                           |                                           |                                           |                                           |                                           |                   |                   |                      |                      |                      |                      |                      |                      | Abeto La'eka Maryam di Genaza | Abeto La'eka Maryam di Genaza | Abeto La'eka Maryam di Genaza | Abeto La'eka Maryam di Genaza | Abeto La'eka Maryam di Genaza | Abeto La'eka Maryam di Genaza |                     |                     |                          |                          |                          |                          |                                       |                                       | Uoizerò Walatta Maryam                | Uoizerò Walatta Maryam                | Uoizerò Walatta Maryam                | Uoizerò Walatta Maryam                | Uoizerò Walatta Maryam | Uoizerò Walatta Maryam |   |   |   |   |   |   |  |  |  |  |
|                                           |                                           |                                           |                                           |                                           |                                           |                   |                   |                      |                      |                      |                      |                      |                      | Abeto La'eka Maryam di Genaza | Abeto La'eka Maryam di Genaza | Abeto La'eka Maryam di Genaza | Abeto La'eka Maryam di Genaza | Abeto La'eka Maryam di Genaza | Abeto La'eka Maryam di Genaza |                     |                     |                          |                          |                          |                          |                                       |                                       | Uoizerò Walatta Maryam                | Uoizerò Walatta Maryam                | Uoizerò Walatta Maryam                | Uoizerò Walatta Maryam                | Uoizerò Walatta Maryam | Uoizerò Walatta Maryam |   |   |   |   |   |   |  |  |  |  |
|                                           |                                           |                                           |                                           |                                           |                                           |                   |                   |                      |                      |                      |                      |                      |                      |                               |                               |                               |                               |                               |                               |                     |                     |                          |                          |                          |                          |                                       |                                       |                                       |                                       |                                       |                                       |                        |                        |   |   |   |   |   |   |  |  |  |  |
|                                           |                                           |                                           |                                           |                                           |                                           |                   |                   |                      |                      |                      |                      |                      |                      | Abeto Za Selassie di Walaqa   | Abeto Za Selassie di Walaqa   | Abeto Za Selassie di Walaqa   | Abeto Za Selassie di Walaqa   | Abeto Za Selassie di Walaqa   | Abeto Za Selassie di Walaqa   |                     |                     | Uoizerò Keddeste Kristos | Uoizerò Keddeste Kristos | Uoizerò Keddeste Kristos | Uoizerò Keddeste Kristos | Uoizerò Keddeste Kristos              | Uoizerò Keddeste Kristos              |                                       |                                       |                                       |                                       |                        |                        |   |   |   |   |   |   |  |  |  |  |
|                                           |                                           |                                           |                                           |                                           |                                           |                   |                   |                      |                      |                      |                      |                      |                      | Abeto Za Selassie di Walaqa   | Abeto Za Selassie di Walaqa   | Abeto Za Selassie di Walaqa   | Abeto Za Selassie di Walaqa   | Abeto Za Selassie di Walaqa   | Abeto Za Selassie di Walaqa   |                     |                     | Uoizerò Keddeste Kristos | Uoizerò Keddeste Kristos | Uoizerò Keddeste Kristos | Uoizerò Keddeste Kristos | Uoizerò Keddeste Kristos              | Uoizerò Keddeste Kristos              |                                       |                                       |                                       |                                       |                        |                        |   |   |   |   |   |   |  |  |  |  |
|                                           |                                           |                                           |                                           |                                           |                                           |                   |                   |                      |                      |                      |                      |                      |                      |                               |                               |                               |                               |                               |                               |                     |                     |                          |                          |                          |                          |                                       |                                       |                                       |                                       |                                       |                                       |                        |                        |   |   |   |   |   |   |  |  |  |  |
|                                           |                                           |                                           |                                           |                                           |                                           |                   |                   |                      |                      |                      |                      | Azzaz Damo           | Azzaz Damo           | Azzaz Damo                    | Azzaz Damo                    | Azzaz Damo                    | Azzaz Damo                    |                               |                               | uoizerò Krestosawit | uoizerò Krestosawit | uoizerò Krestosawit      | uoizerò Krestosawit      | uoizerò Krestosawit      | uoizerò Krestosawit      |                                       |                                       |                                       |                                       |                                       |                                       |                        |                        |   |   |   |   |   |   |  |  |  |  |
|                                           |                                           |                                           |                                           |                                           |                                           |                   |                   |                      |                      |                      |                      | Azzaz Damo           | Azzaz Damo           | Azzaz Damo                    | Azzaz Damo                    | Azzaz Damo                    | Azzaz Damo                    |                               |                               | uoizerò Krestosawit | uoizerò Krestosawit | uoizerò Krestosawit      | uoizerò Krestosawit      | uoizerò Krestosawit      | uoizerò Krestosawit      |                                       |                                       |                                       |                                       |                                       |                                       |                        |                        |   |   |   |   |   |   |  |  |  |  |
|                                           |                                           |                                           |                                           |                                           |                                           |                   |                   |                      |                      |                      |                      |                      |                      |                               |                               |                               |                               |                               |                               |                     |                     |                          |                          |                          |                          |                                       |                                       |                                       |                                       |                                       |                                       |                        |                        |   |   |   |   |   |   |  |  |  |  |
|                                           |                                           |                                           |                                           |                                           |                                           |                   |                   | Abeto Waksos di Bula | Abeto Waksos di Bula | Abeto Waksos di Bula | Abeto Waksos di Bula | Abeto Waksos di Bula | Abeto Waksos di Bula |                               |                               | uoizerò Yolyana               | uoizerò Yolyana               | uoizerò Yolyana               | uoizerò Yolyana               | uoizerò Yolyana     | uoizerò Yolyana     |                          |                          |                          |                          |                                       |                                       |                                       |                                       |                                       |                                       |                        |                        |   |   |   |   |   |   |  |  |  |  |
|                                           |                                           |                                           |                                           |                                           |                                           |                   |                   | Abeto Waksos di Bula | Abeto Waksos di Bula | Abeto Waksos di Bula | Abeto Waksos di Bula | Abeto Waksos di Bula | Abeto Waksos di Bula |                               |                               | uoizerò Yolyana               | uoizerò Yolyana               | uoizerò Yolyana               | uoizerò Yolyana               | uoizerò Yolyana     | uoizerò Yolyana     |                          |                          |                          |                          |                                       |                                       |                                       |                                       |                                       |                                       |                        |                        |   |   |   |   |   |   |  |  |  |  |
|                                           |                                           |                                           |                                           |                                           |                                           |                   |                   |                      |                      |                      |                      |                      |                      |                               |                               |                               |                               |                               |                               |                     |                     |                          |                          |                          |                          |                                       |                                       |                                       |                                       |                                       |                                       |                        |                        |   |   |   |   |   |   |  |  |  |  |
| Degiasmacc Manbare di Dembiya             | Degiasmacc Manbare di Dembiya             | Degiasmacc Manbare di Dembiya             | Degiasmacc Manbare di Dembiya             | Degiasmacc Manbare di Dembiya             | Degiasmacc Manbare di Dembiya             |                   |                   |                      |                      |                      |                      | Uoizerò Yenkoy       | Uoizerò Yenkoy       | Uoizerò Yenkoy                | Uoizerò Yenkoy                | Uoizerò Yenkoy                | Uoizerò Yenkoy                |                               |                               |                     |                     |                          |                          |                          |                          |                                       |                                       |                                       |                                       |                                       |                                       |                        |                        |   |   |   |   |   |   |  |  |  |  |
| Degiasmacc Manbare di Dembiya             | Degiasmacc Manbare di Dembiya             | Degiasmacc Manbare di Dembiya             | Degiasmacc Manbare di Dembiya             | Degiasmacc Manbare di Dembiya             | Degiasmacc Manbare di Dembiya             |                   |                   |                      |                      |                      |                      | Uoizerò Yenkoy       | Uoizerò Yenkoy       | Uoizerò Yenkoy                | Uoizerò Yenkoy                | Uoizerò Yenkoy                | Uoizerò Yenkoy                |                               |                               |                     |                     |                          |                          |                          |                          |                                       |                                       |                                       |                                       |                                       |                                       |                        |                        |   |   |   |   |   |   |  |  |  |  |
|                                           |                                           |                                           |                                           |                                           |                                           |                   |                   |                      |                      |                      |                      |                      |                      |                               |                               |                               |                               |                               |                               |                     |                     |                          |                          |                          |                          |                                       |                                       |                                       |                                       |                                       |                                       |                        |                        |   |   |   |   |   |   |  |  |  |  |
|                                           |                                           |                                           |                                           |                                           |                                           | Mentewab          |                   |                      |                      |                      |                      |                      |                      |                               |                               |                               |                               |                               |                               |                     |                     |                          |                          |                          |                          |                                       |                                       |                                       |                                       |                                       |                                       |                        |                        |   |   |   |   |   |   |  |  |  |  |